# 시모후나토촌
시모후나토촌(下船渡村)은 니가타현 나카우오누마군에 있던 촌이다.

## 역사
- 1889년 4월 1일 - 정촌제 시행에 의해 나카우오누마군 시모후나토촌이 성립하였다.
- 1953년 9월 15일 - 도쿄전력 시모후나토 발전소 터널 공사 현장에서 낙반이 발생해 13명이 생매장되어 그 중 12명이 사망하였다.
- 1955년 1월 1일 - 도마루촌, 가미고촌, 아시가사키촌, 아키나리촌, 나카후카미촌과 합병해 쓰난정이 되어 소멸하였다.

## 참고문헌
- 『市町村名変遷辞典』東京堂出版、1990年。